# 楊菁菁
楊菁菁（英語：Ching Ching Yeung，1960年—），廣東省人，香港女武師、武打演員、武術指導、動作導演，出生於中國內地，1979年移居香港，她與惠英紅是劉家良的女弟子。楊菁菁是香港電影史上第一位女武術指導，他因演出《賭俠2之上海灘賭聖》中的小菁為人熟知。

## 电影作品
- 《洪文定三破白莲教》（1979）
- 《血鹦鹉》（1981） 饰 红玉
- 《龙虎少爷》（1982）
- 《少林与武当》（1982）
- 《日劫》（1983）
- 《满天神佛》（1983）
- 《天蠶變》（1983）飾 獨孤鳳
- 《五郎八卦棍》（1984）
- 《龍蛇馬羊猴雞狗》（1989）
- 《赌侠2之上海滩赌圣》（1991）小菁

## 电视剧

### 無線電視
- 《神勇CID》 (1986)
- 《倚天屠龍記》 (1986) 飾 妙風使
- 《大运河》 (1987) 飾 柏麗絲
- 《兵權》 (1987）飾 菁菁
- 《狂龍》 (1988) 飾 馬殺手

### 亞洲電視
- 《仙鹤神针》 (1992)
- 《今裝戲寶之玉女添丁》 飾 楊太（1992）
- 《今裝戲寶之難兄難弟》 飾 菁姐（1992）
- 《城中姊妹花》 (1994)
- 《洪熙官》 (1994)